# Campagne de la Gaule romaine
Les campagnes de la Gaule romaine sont souvent un objet d'étude mineur car ce que l'on retient de la période gallo-romaine (-58 à 486) est l'apport des Romains à l'urbanisme, à la ville, aux monuments. Mais on ne peut comprendre la ville sans son territoire ; l'économie urbaine et même la vie urbaine ne peuvent se concevoir sans une campagne. Les Romains vont beaucoup transformer la structure et le cadre rural dans les Gaules, il faut souligner aussi que la civilisation romaine a un caractère foncièrement rural.

## Les campagnes durant l'époque de la Tène
On ne connait pas bien les campagnes de l'époque protohistorique en Gaule, connu sous le nom de la Tène, en partie parce que tous les édifices de cette période étaient en matériaux périssables, en partie parce que c'était une culture orale mais les récentes recherches en archéologie tendent à améliorer nos connaissances. Les reconnaissances par photos aériennes ont fait découvrir les emplacements des habitations.

## Sources écrites
La source littéraire la plus connue est La Guerre des Gaules de César. Avant sa campagne militaire, divers Romains ont parcouru la Gaule et lui ont rendu compte de l'état du pays. Ils rapportent que villages et villes sont plantés d'arbres et fleuris ce qui les différencie des oppidums, les refuges fortifiés. Nous avons aussi des écrits de Tacite. Pour les époques plus tardives, Ausone a beaucoup écrit sur l'Aquitaine. Enfin quelques écrits ont été conservés en langue brittonique et ont été fixés par des moines au Moyen Âge.

## La forêt
La forêt est de deux types, forêt nourricière, jardinée et forêt sacrée, magique.
L'importance culturelle de la forêt se retrouve dans l'écriture secrète dite oghamique, à utilisation uniquement magique faite de 24 signes où runes dont 22 sont des noms d'arbres. Les six premiers sont ormeau, bouleau, coudrier, chêne, peuplier et orme dont on peut penser que c'était déjà les essences principales rencontrées dans les forêts gauloises.

## L'habitat dispersé
L'habitat rural est principalement réparti dans les clairières de la forêt sous forme de maisons rondes en bois ou en pisé en partie creusées dans le sol et où l'on descendait par quelques marches. Sur le devant, près de la porte, un banc et quelques plantes aromatiques. Derrière un potager et un champ, entourés de clôtures de branchages, d'échalas entrecroisés et de haies de pruneliers. La persistance de pruneliers rectilignes est d'ailleurs un indice pour localiser les habitats anciens.

## Le village
Le centre du village était marqué par un arbre, souvent un tilleul au tronc entouré d'un banc circulaire, au centre d'un espace herbeux.

## Lesvillae
Les villas sont l'élément le plus marquant de la romanisation de la Gaule. Plus ou moins en relation avec les fermes de l'époque précédente, elles sont toutefois en pierre et changent de façon particulière l'organisation de l'espace rural.